# Carrie Rodriguez
Pour les articles homonymes, voir Rodríguez.
Carrie Rodriguez est une chanteuse et instrumentiste de musique country américaine.

## Biographie
Carrie Rodriguez est née le 31 juillet 1978 à Austin (Texas) aux États-Unis. Elle est la fille du chanteur-compositeur texan David Rodriguez (en) et de la peintre texane Katy Nail. Elle est la petite-fille de l'essayiste texane Frances Nail.

## Discographie
La discographie de Carrie Rodriguez, comprend les albums suivants :
solo
- 2006 : Seven Angels on a Bicycle (en)
- 2008 : She Ain't Me (en)
- 2009 : Carrie Rodriguez Live in Louisville (en)
- 2010 : Love and Circumstance (en)
- 2010 : Live & Circumstance (en)
- 2013 : Give Me All You Got (en)
- 2014 : Live at the Cactus
- 2016 : Lola

avec Chip Taylor
- 2002 : Let's Leave This Town
- 2003 : The Trouble with Humans
- 2004 : Angel of the Morning
- 2005 : Red Dog Tracks
- 2007 : Live from the Ruhr Triennale (2007) Train Wreck

avec Ben Kyle (en)
- 2010 : We Still Love Our Country (en)

## Source de la traduction
- (en) Cet article est partiellement ou en totalité issu de l’article de Wikipédia en anglais intitulé « Carrie Rodriguez » (voir la liste des auteurs).